# Amba Devi Cave
Amba Devi Cave är en grotta i Indien.   Den ligger i distriktet Betūl och delstaten Madhya Pradesh, i den centrala delen av landet, 800 km söder om huvudstaden New Delhi. Amba Devi Cave ligger 507 meter över havet.
Terrängen runt Amba Devi Cave är kuperad norrut, men söderut är den platt. Runt Amba Devi Cave är det ganska tätbefolkat, med 214 invånare per kvadratkilometer. Närmaste större samhälle är Morsi, 10,0 km sydost om Amba Devi Cave. Omgivningarna runt Amba Devi Cave är en mosaik av jordbruksmark och naturlig växtlighet.